# Saraqib (nahija)
Nahija Saraqib (ar. ناحية سراقب‎) je nahija u okrugu Idlib, u sirijskoj pokrajini Idlib. Po popisu iz 2004. (prije rata), nahija je imala 88.076 stanovnika. Administrativno sjedište je u naselju Saraqib.